# 东南大学能源与环境学院
东南大学能源与环境学院由东南大学原动力工程系和环境工程系发展而来，起源于国立中央大学1931年设置的卫生工程学组和1932年设置的热能动力装置专业。现设动力工程及工程热物理、环境科学与工程2个一级学科博士点和博士后流动站，均为江苏省一级学科重点学科，动力工程及工程热物理一级学科为江苏省优势学科，下设的热能工程二级学科为国家重点学科。学院现有专任教师131人，包括教授49人、副教授56人，其中中国工程院院士1人。动力工程及工程热物理一级学科在中华人民共和国教育部进行的学科评估中排名第6。

## 专业设置
- 热能工程系
- 动力工程系
- 环境科学与工程系
- 能源信息与自动化系
- 制冷与人工环境系

## 研究机构
- 火电机组振动国家工程研究中心
- 能源热转换及其过程测控教育部重点实验室

## 知名校友
- 教师：钱锺韩、吴大榕、范从振、王守泰、夏彦儒、许葆玖、纽式如、胡家骏、秦麟源、张耀明
- 毕业生：